# جون رايت (سياسي أسترالي)
جون رايت (بالإنجليزية: John Wright)‏ هو سياسي أسترالي، ولد في 29 يونيو 1892 في أستراليا، وتوفي في 16 يناير 1947 في أستراليا. انتخب عضو مجلس نواب تسمانيا عن دائرة Division of Braddon (state) ‏ (31 أغسطس 1940 – 13 ديسمبر 1941).